# Oospila miccularia
Oospila miccularia är en fjärilsart som beskrevs av Achille Guenée 1857. Oospila miccularia ingår i släktet Oospila och familjen mätare. Inga underarter finns listade i Catalogue of Life.